# Ladonia (Texas)
Ladonia város az USA Texas államában, Fannin megyében. Lakosainak száma 597 fő (2020. április 1.).

## Népesség
A település népességének változása:

| 2010 | 612 |
| 2020 | 597 |